# 골든 미티어라이트 프레스
골든 미티어라이트 프레서(Golden Meteorite Press)는 픽션, 논픽션 및 아동 문학을 다루고 있는 캐나다 출판사이다. 현재는 설립자인 어스틴 마든 (Austin Mardon) 과 그의 아내 캐서린 마든 (Catherine Mardon) 이 운영하고 있다. 이 출판사는 앨버타주 에드먼턴에 위치하고 있다.

## 출판물
골든 미티어라이트 프레스는 역사, 캐나다 정치, 아동 문학, 지리 및 과학과 같은 범주에서 100권 이상의 책을 출판했다.